# جاردو
جاردو (به لاتین: Dzhardu) یک منطقه مسکونی در جمهوری آذربایجان است که در شهرستان یاردیملی واقع شده است.